# Emathis tetuani
Emathis tetuani là một loài nhện trong họ Salticidae.
Loài này thuộc chi Emathis. Emathis tetuani được Alexander Petrunkevitch miêu tả năm 1930.